# Mailly-la-Ville
Mailly-la-Ville és un municipi francès, situat al departament del Yonne i a la regió de Borgonya - Franc Comtat. L'any 2007 tenia 604 habitants.

## Demografia

### Població
El 2007 la població de fet de Mailly-la-Ville era de 604 persones. Hi havia 244 famílies, de les quals 86 eren unipersonals (39 homes vivint sols i 47 dones vivint soles), 83 parelles sense fills, 67 parelles amb fills i 8 famílies monoparentals amb fills.
La població ha evolucionat segons el següent gràfic:
Habitants censats

### Habitatges
El 2007 hi havia 382 habitatges, 257 eren l'habitatge principal de la família, 76 eren segones residències i 49 estaven desocupats. 350 eren cases i 31 eren apartaments. Dels 257 habitatges principals, 196 estaven ocupats pels seus propietaris, 53 estaven llogats i ocupats pels llogaters i 7 estaven cedits a títol gratuït; 1 tenia una cambra, 14 en tenien dues, 47 en tenien tres, 77 en tenien quatre i 117 en tenien cinc o més. 206 habitatges disposaven pel capbaix d'una plaça de pàrquing. A 123 habitatges hi havia un automòbil i a 75 n'hi havia dos o més.

### Piràmide de població
La piràmide de població per edats i sexe el 2009 era:
| Homes | Edats   | Dones |
| ----- | ------- | ----- |
| 0     | 95 o +  | 8     |
| 0     | 90 a 94 | 4     |
| 12    | 85 a 89 | 16    |
| 8     | 80 a 84 | 0     |
| 12    | 75 a 79 | 40    |
| 16    | 70 a 74 | 28    |
| 28    | 65 a 69 | 32    |
| 8     | 60 a 64 | 20    |
| 8     | 55 a 59 | 0     |
| 20    | 50 a 54 | 12    |
| 28    | 45 a 49 | 20    |
| 20    | 40 a 44 | 16    |
| 4     | 35 a 39 | 16    |
| 20    | 30 a 34 | 12    |
| 24    | 25 a 29 | 12    |
| 4     | 20 a 24 | 4     |
| 20    | 15 a 19 | 12    |
| 8     | 10 a 14 | 16    |
| 16    | 5 a 9   | 4     |
| 12    | 0 a 4   | 20    |

## Economia
El 2007 la població en edat de treballar era de 336 persones, 232 eren actives i 104 eren inactives. De les 232 persones actives 212 estaven ocupades (125 homes i 87 dones) i 20 estaven aturades (7 homes i 13 dones). De les 104 persones inactives 39 estaven jubilades, 29 estaven estudiant i 36 estaven classificades com a «altres inactius».

### Ingressos
El 2009 a Mailly-la-Ville hi havia 236 unitats fiscals que integraven 480 persones, la mediana anual d'ingressos fiscals per persona era de 16.549,5 €.

### Activitats econòmiques
Dels 23 establiments que hi havia el 2007, 2 eren d'empreses alimentàries, 3 d'empreses de fabricació d'altres productes industrials, 6 d'empreses de construcció, 1 d'una empresa de comerç i reparació d'automòbils, 1 d'una empresa de transport, 3 d'empreses d'hostatgeria i restauració, 1 d'una empresa financera, 1 d'una empresa immobiliària, 2 d'empreses de serveis, 2 d'entitats de l'administració pública i 1 d'una empresa classificada com a «altres activitats de serveis».
Dels 8 establiments de servei als particulars que hi havia el 2009, 1 era una oficina bancària, 1 paleta, 2 fusteries, 1 lampisteria, 1 electricista, 1 perruqueria i 1 restaurant.
Dels 2 establiments comercials que hi havia el 2009, 1 era una botiga de menys de 120 m² i 1 una fleca.
L'any 2000 a Mailly-la-Ville hi havia 7 explotacions agrícoles.

## Equipaments sanitaris i escolars
El 2009 hi havia una escola elemental.

## Poblacions més properes
El següent diagrama mostra les poblacions més properes.